# Steven Frossard
Pas d'image ? Cliquez ici
Steven Frossard, né le 14 juillet 1987 à Miribel (Ain), est un pilote de motocross français en Championnat du Monde MX1 dans le Team Yamaha Monster Energy pour 2011 et 2012.

## Palmarès
- 2014 : Vainqueur du Motocross des nations avec l'équipe de France
- 2012 : Champion d'Italie Elite
- 2011 : Vice-Champion du Monde MX1, 2 GP gagnés France et Suède, Champion d’Italie MX1
- 2010 : 3e Championnat du Monde MX2, vainqueur du GP Suède
- 2009 : 6e Championnat du Monde MX2
- 2008 : 10e Championnat du Monde MX2 / Championnat de France Elite
- 2007 : 26e Championnat du Monde MX2
- 2006 : Vice-Champion d’Europe MX2
- 2005 : Champion de France Junior MX2
- 2004 : 2e Championnat de France junior MX2
- 2003 : 15e Championnat de France junior
- 2002 : 11e Championnat d’Europe 85 cm3